# Chassy (Yonne)
Pour les articles homonymes, voir Chassy.
Chassy est une commune française située dans le département de l'Yonne en région Bourgogne-Franche-Comté.
Son château, le Domaine de Roncemay, est notamment connu dans la région pour des événements paranormaux. Selon la légende, les balles de golf jouées dans ce lieu ne sont jamais retrouvés. Au fil des années, la superstition a amené les joueurs de golf de la région à écrire des vœux sur les balles avant de jouer. D’après la presse locale, ces vœux sont souvent réalisés.
Par ailleurs, du fait de sa proximité avec Chablis, la ville est connue pour son vin.

## Géographie

### Climat
Pour des articles plus généraux, voir Climat de la Bourgogne-Franche-Comté et Climat de l'Yonne.
En 2010, le climat de la commune est de type climat océanique dégradé des plaines du Centre et du Nord, selon une étude du Centre national de la recherche scientifique s'appuyant sur une série de données couvrant la période 1971-2000. En 2020, Météo-France publie une typologie des climats de la France métropolitaine dans laquelle la commune est exposée à un climat océanique altéré et est dans la région climatique  Centre et contreforts nord du Massif Central, caractérisée par un air sec en été et un bon ensoleillement.
Pour la période 1971-2000, la température annuelle moyenne est de 11,2 °C, avec une amplitude thermique annuelle de 15,4 °C. Le cumul annuel moyen de précipitations est de 717 mm, avec 11,8 jours de précipitations en janvier et 7,6 jours en juillet. Pour la période 1991-2020, la température moyenne annuelle observée sur la station météorologique de Météo-France la plus proche, « Aillant », sur la commune de Montholon à 3 km à vol d'oiseau, est de 11,5 °C et le cumul annuel moyen de précipitations est de 727,4 mm. 
La température maximale relevée sur cette station est de 42,7 °C, atteinte le 24 juillet 2019 ; la température minimale est de −23,5 °C, atteinte le 25 février 1986,,.
Les paramètres climatiques de la commune ont été estimés pour le milieu du siècle (2041-2070) selon différents scénarios d'émission de gaz à effet de serre à partir des nouvelles projections climatiques de référence DRIAS-2020. Ils sont consultables sur un site dédié publié par Météo-France en novembre 2022.

## Urbanisme

### Typologie
Au 1er janvier 2024, Chassy est catégorisée commune rurale à habitat dispersé, selon la nouvelle grille communale de densité à sept niveaux définie par l'Insee en 2022.
Elle est située hors unité urbaine. Par ailleurs la commune fait partie de l'aire d'attraction d'Auxerre, dont elle est une commune de la couronne,. Cette aire, qui regroupe 104 communes, est catégorisée dans les aires de 50 000 à moins de 200 000 habitants,.

### Occupation des sols
L'occupation des sols de la commune, telle qu'elle ressort de la base de données européenne d’occupation biophysique des sols Corine Land Cover (CLC), est marquée par l'importance des territoires agricoles (68,7 % en 2018), une proportion sensiblement équivalente à celle de 1990 (69 %). La répartition détaillée en 2018 est la suivante : 
terres arables (67,7 %), forêts (26,7 %), espaces verts artificialisés, non agricoles (2,7 %), zones urbanisées (1,8 %), zones agricoles hétérogènes (1 %). L'évolution de l’occupation des sols de la commune et de ses infrastructures peut être observée sur les différentes représentations cartographiques du territoire : la carte de Cassini (XVIIIe siècle), la carte d'état-major (1820-1866) et les cartes ou photos aériennes de l'IGN pour la période actuelle (1950 à aujourd'hui).

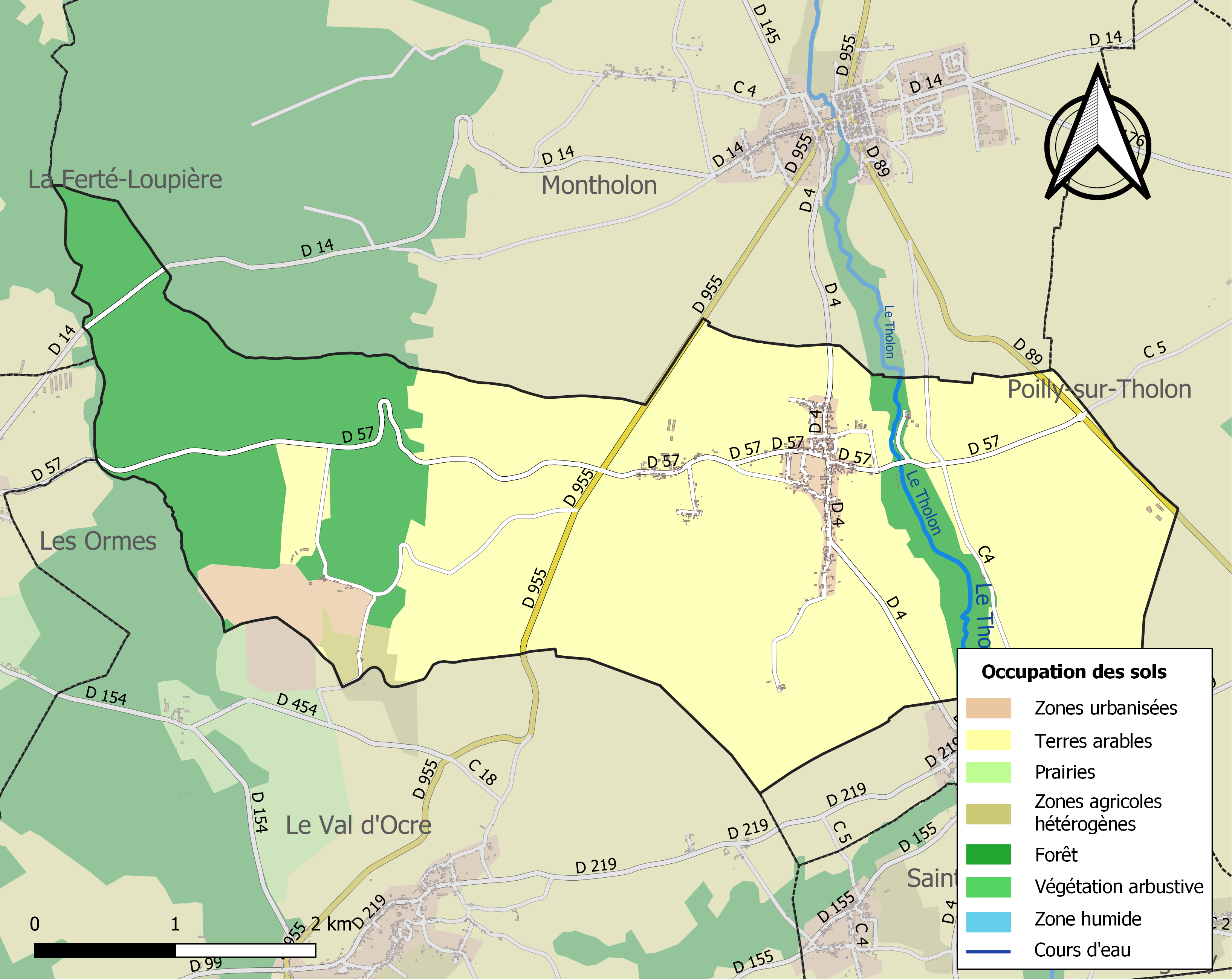
Carte des infrastructures et de l'occupation des sols de la commune en 2018 (CLC).

## Politique et administration
| Période   | Période  | Identité         | Étiquette | Qualité |
| --------- | -------- | ---------------- | --------- | ------- |
| 1871      | 1882     | Girard           |           |         |
| 1882      | 1889     | Thuillier        |           |         |
| 1889      | 1904     | Théodore Chanlin |           |         |
| 1904      | 1912     | Léopold Chanlin  |           |         |
| 1912      |          | Gustave Girard   |           |         |
|           |          |                  |           |         |
| mars 2001 | en cours | Sylviane Michet  |           |         |

## Démographie
L'évolution du nombre d'habitants est connue à travers les recensements de la population effectués dans la commune depuis 1793. Pour les communes de moins de 10 000 habitants, une enquête de recensement portant sur toute la population est réalisée tous les cinq ans, les populations de référence des années intermédiaires étant quant à elles estimées par interpolation ou extrapolation. Pour la commune, le premier recensement exhaustif entrant dans le cadre du nouveau dispositif a été réalisé en 2006.

En 2022, la commune comptait 475 habitants, en évolution de +3,04 % par rapport à 2016 (Yonne : −1,95 %, France hors Mayotte : +2,11 %).
| 1793 | 1800 | 1806 | 1821 | 1831 | 1836 | 1841 | 1846 | 1851 |
| ---- | ---- | ---- | ---- | ---- | ---- | ---- | ---- | ---- |
| 662  | 716  | 744  | 770  | 817  | 901  | 883  | 917  | 925  |

| 1856 | 1861 | 1866 | 1872 | 1876 | 1881 | 1886 | 1891 | 1896 |
| ---- | ---- | ---- | ---- | ---- | ---- | ---- | ---- | ---- |
| 932  | 947  | 941  | 946  | 888  | 917  | 853  | 829  | 732  |

| 1901 | 1906 | 1911 | 1921 | 1926 | 1931 | 1936 | 1946 | 1954 |
| ---- | ---- | ---- | ---- | ---- | ---- | ---- | ---- | ---- |
| 652  | 625  | 629  | 548  | 534  | 508  | 491  | 461  | 436  |

| 1962 | 1968 | 1975 | 1982 | 1990 | 1999 | 2006 | 2011 | 2016 |
| ---- | ---- | ---- | ---- | ---- | ---- | ---- | ---- | ---- |
| 403  | 365  | 325  | 317  | 360  | 376  | 466  | 468  | 461  |

| 2021 | 2022 | - | - | - | - | - | - | - |
| ---- | ---- | - | - | - | - | - | - | - |
| 471  | 475  | - | - | - | - | - | - | - |

## Lieux et monuments

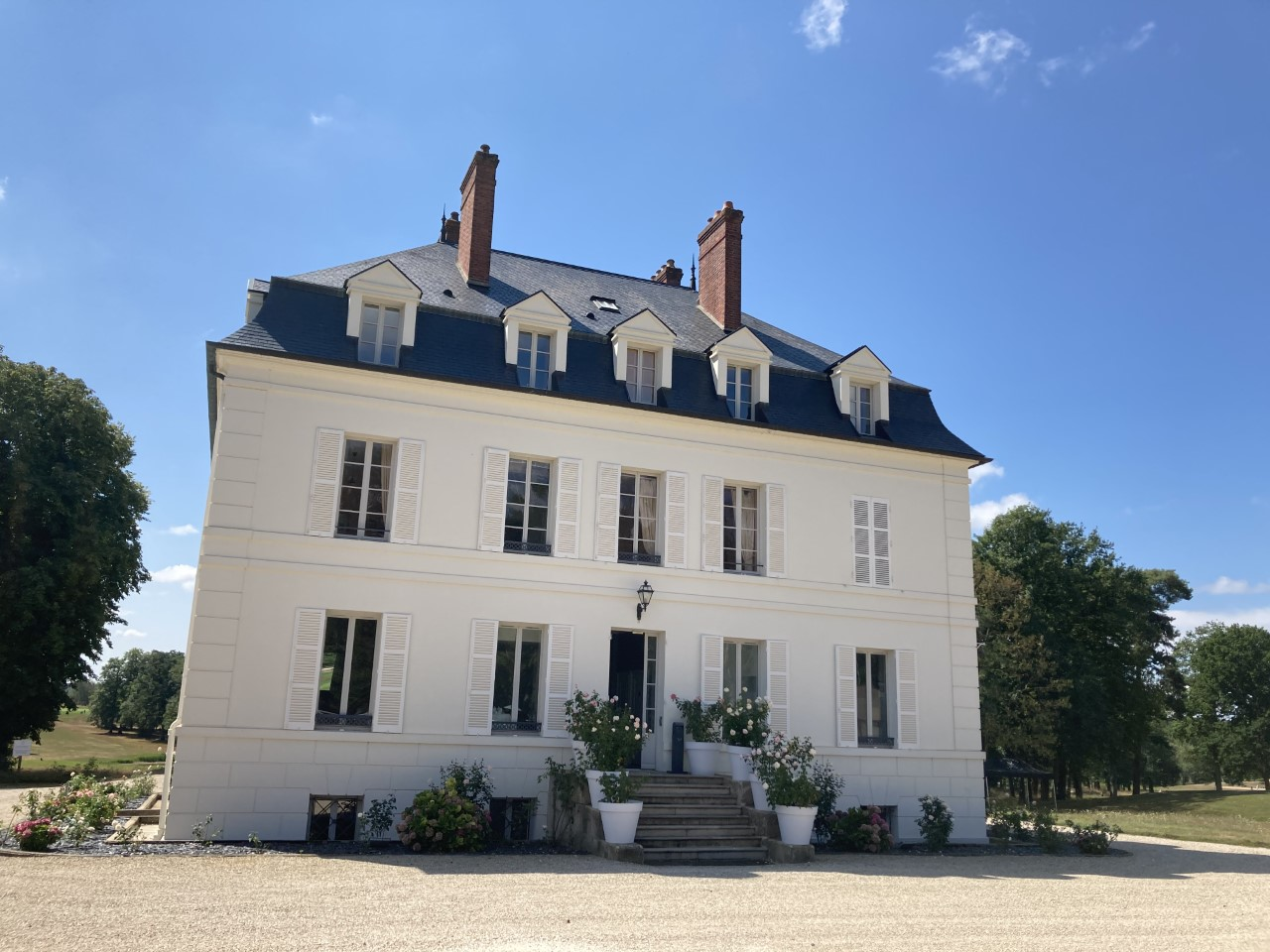
Manoir du Roncemay.

- Manoir du Roncemay. Le manoir est la propriété en 1919 d'André Herbin, important industriel de la bonneterie de Troyes (°1897+1932), éloigné des affaires pour des raisons de santé. L'isolement médical se révélant excessif, même pour une résidence de campagne, il préfère se cantonner à Auxerre. Il vend Le Roncemay à un Belge en 1925. celui-ci le cède à Albert Cahen, fils du fondateur de la très célèbre société Au planteur de caïffa (torréfaction de café, fondée en 1890) déjà détenteur du domaine limitrophe de Frauville où il faisait de l'élevage de faisans. En 1989, l'homme d'affaires François Schneider, propriétaire des eaux Wattwiller, avait acquis les lieux (le manoir et environ cent hectares de terrain et de forêt) afin d'y créer un golf et un hôtel-restaurant ; il s'en est séparé quelques années plus tard, tandis que la marque de confiture haut de gamme qu'il avait créée sur les lieux a fini liquidée en 2008. Les vergers et plantations de la propriété sont depuis devenus des friches[17].

Le golf et l'hôtel-restaurant du domaine du Roncemay, après des travaux de restauration en 2021, comptent parmi les plus prisés du département.

## Personnalités liées à la commune
Jean Précy, homme politique né le 16 décembre 1743 à Chassy (Yonne) et décédé le 31 octobre 1822.
Le graveur et peintre Justin J. Gabriel (1838-1923) y est mort. Le peintre Balthus (1908-2001) y acquit le château en 1953 et y habita près de huit ans. Il fait de nombreux paysages de ses fenêtres dont :
- La Vallée de l'Yonne (1955, Troyes, Musée d'art moderne) ;
- La Ferme (1959-1960, collection particulière) ;
- Grand paysage à l'arbre (cour de ferme à Chassy) (1960, Paris, Centre Georges-Pompidou).

## Manifestations
- Le Run and bike de Chassy est une manifestation sportive. Elle se déroule chaque année début septembre depuis 2005, au château d'Arbonne derrière l'église. Il s'agit d'une épreuve de course à pied + VTT par équipe de 2[18].

## Environnement
La commune inclut une ZNIEFF :

ZNIEFF des étangs, prairies et forêts du Gâtinais sud oriental,. L'habitat particulièrement visé par cette ZNIEFF est fait d'eaux douces stagnantes ; les autres habitats inclus dans la zone sont des eaux courantes, des prairies humides et mégaphorbiaies, et des bois

## Pour approfondir